# East Bengal Football Club
Maillots
Dernière mise à jour : 6 octobre 2024.
Le East Bengal FC (en bengali : ইস্টবেঙ্গল ফুটবল ক্লাব, et en hindi : ईस्ट बंगाल एफ.सी.), plus couramment abrégé en East Bengal, est un club indien de football fondé en 1920 et basé dans la ville de Calcutta dans l'état du Bengale-Occidental.

## Palmarès
| \| - Championnat d'Inde (3) : - Champion : 2000-01, 2002-03 et 2003-04. - Vice-champion : 1997-98, 1998-99, 2005-06, 2010-11, 2011-12, 2013-14 et 2018-19. - Coupe d'Inde (7) : - Vainqueur : 1978, 1980, 1985, 1996, 2007 et 2009-10. - Finaliste : 1984, 1986, 1992, 1995, 1996, 1997, 1998 et 2011. \| \| - Supercoupe d'Inde (4) : - Vainqueur : 1997, 2005-06, 2010-11 et 2024. - Finaliste : 2003, 2007-08 et 2009-10. - Trophée IFA (27) : - Vainqueur : 1943, 1945, 1949, 1950, 1951, 1958, 1961, 1965, 1966, 1970, 1972, 1973, 1974, 1975, 1976, 1981, 1983, 1984, 1986, 1990, 1991, 1994, 1995, 1997, 2000, 2001 et 2002. - Finaliste : 1942, 1944, 1947, 1953, 1964, 1969, 1977, 1979, 1998, 2003, 2013. \| |  | |
| - Championnat d'Inde (3) : - Champion : 2000-01, 2002-03 et 2003-04. - Vice-champion : 1997-98, 1998-99, 2005-06, 2010-11, 2011-12, 2013-14 et 2018-19. - Coupe d'Inde (7) : - Vainqueur : 1978, 1980, 1985, 1996, 2007 et 2009-10. - Finaliste : 1984, 1986, 1992, 1995, 1996, 1997, 1998 et 2011. |  | - Supercoupe d'Inde (4) : - Vainqueur : 1997, 2005-06, 2010-11 et 2024. - Finaliste : 2003, 2007-08 et 2009-10. - Trophée IFA (27) : - Vainqueur : 1943, 1945, 1949, 1950, 1951, 1958, 1961, 1965, 1966, 1970, 1972, 1973, 1974, 1975, 1976, 1981, 1983, 1984, 1986, 1990, 1991, 1994, 1995, 1997, 2000, 2001 et 2002. - Finaliste : 1942, 1944, 1947, 1953, 1964, 1969, 1977, 1979, 1998, 2003, 2013. |

## Personnalités du club

### Présidents du club
- Dr. Pranab Dasgupta
- Khalid Jamil

### Entraîneurs du club
- Stanley Rozario (? - décembre 2008)
- Subhas Bhowmick (décembre 2008 - ?)
- Philip De Ridder (octobre 2009 - ?)
- Bob Houghton (? - mai 2011)
- Armando Colaco (mai 2011 - ?)
- Marcos Falopa (juin 2013 - novembre 2013)
- Armando Colaco (novembre 2013 - février 2015)
- Eelco Schattorie (février 2015 - ?)
- Biswajit Bhattacharya (? - avril 2016)
- Debjit Ghosh / Sanjay Majhi (avril 2016)
- Trevor Morgan (avril 2016 - avril 2017)
- Mridul Banerjee (avril 2017 - 2018)
- Alejandro Menéndez (septembre 2018 - janvier 2020)
- Mario Rivera (janvier 2020 - septembre 2020 )
- Robbie Fowler (octobre 2020 - septembre 2021)
- José Manuel Diaz (depuis septembre 2021)